# Brünzow
Brünzow ist eine Gemeinde im Landkreis Vorpommern-Greifswald. Sie wird vom Amt Lubmin mit Sitz im Seebad Lubmin verwaltet.

## Ortsteile
- Brünzow
- Kräpelin
- Stilow
- Stilow-Siedlung
- Vierow
- Klein Ernsthof
- Wusterbode (Wüstung)

## Geografie und Verkehr
Die Gemeinde Brünzow liegt zwischen Greifswald und Wolgast am Greifswalder Bodden. Der Ort befindet sich nördlich der Bundesstraße 109 und westlich der Bahnstrecke Schönwalde–Lubmin. Drei Kilometer nordöstlich der Gemeinde befindet sich Lubmin mit dem Sitz der Amtsverwaltung und rund 14 Kilometer südwestlich liegt die Stadt Greifswald.

## Geschichte

### Brünzow

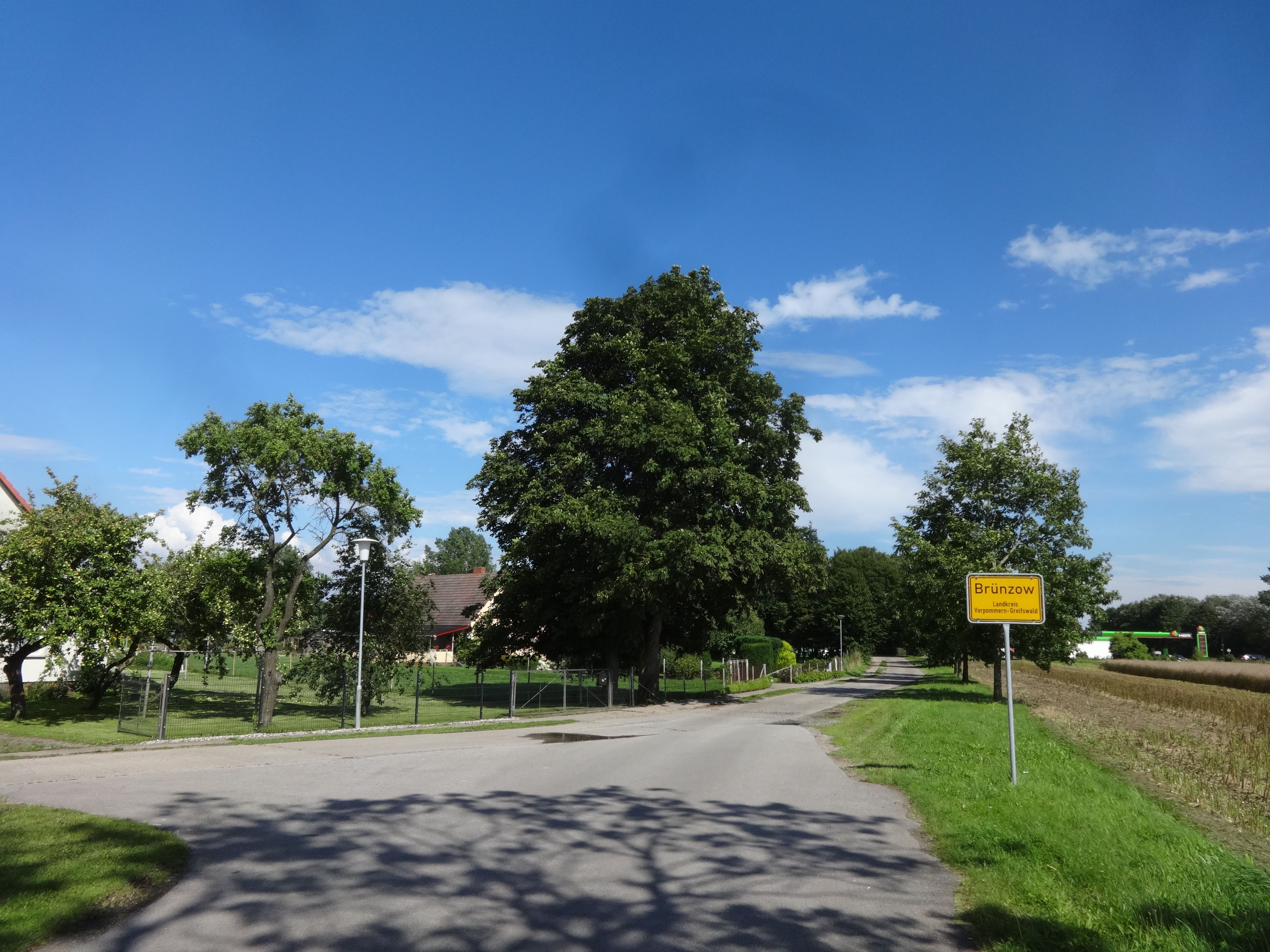
Brünzow

Brünzow wurde 1248 als Brunissogh erstmals urkundlich erwähnt. Der Ortsname ist slawischen Ursprungs und bedeutet wehren oder schützen. Bis 1798 wechselte die Schreibweise der Namen, dann etablierte sich der jetzt genutzte Name.
Brünzow wurde 1299 von Herzog Bogislaw IV. an das Kloster Eldena übertragen. Den Zehnten hatte Bischof Hermann bereits 1271 an die neue Kirche in Wusterhusen geschenkt. Der Besitz des Klosters verliert sich später ohne Überlieferung, die Familie Dowet saß dort im 15. Jahrhundert.
Eine weitere urkundliche Überlieferung stammt aus dem Jahr 1406, als Marquard Dowat auf Brünzow der Bruderschaft Maria Magdalena in Greifswald eine Pachtsumme verkaufte. Das Geschlecht der Dowat starb aber bereits um 1500 in Brünzow aus. Danach gehörte der Ort zuerst zum herzoglichen Amt Wolgast, zu Beginn des 17. Jahrhunderts (Inventar von 1615) zum Gut Ludwigsburg, bei dem es bis 1801 blieb. In diesem Jahr verkaufte es der Besitzer von Ludwigsburg, Obristleutnant Friedrich von Klinkowström, zusammen mit Loissin und Stilow an die Gebrüder von Vahl aus Greifswald. Diese verkauften es aber bereits 1842 an Melms und dieser schon 1854 an Heinrich Peters. Das Gut war aber meistens verpachtet.
1865 hatte Brünzow 87 Einwohner in zwölf Familien, das Dorf hatte eine Schule, sechs Wohn- und zehn Wirtschaftsgebäude sowie eine Bockwindmühle und eine Brennerei.

### Kräpelin

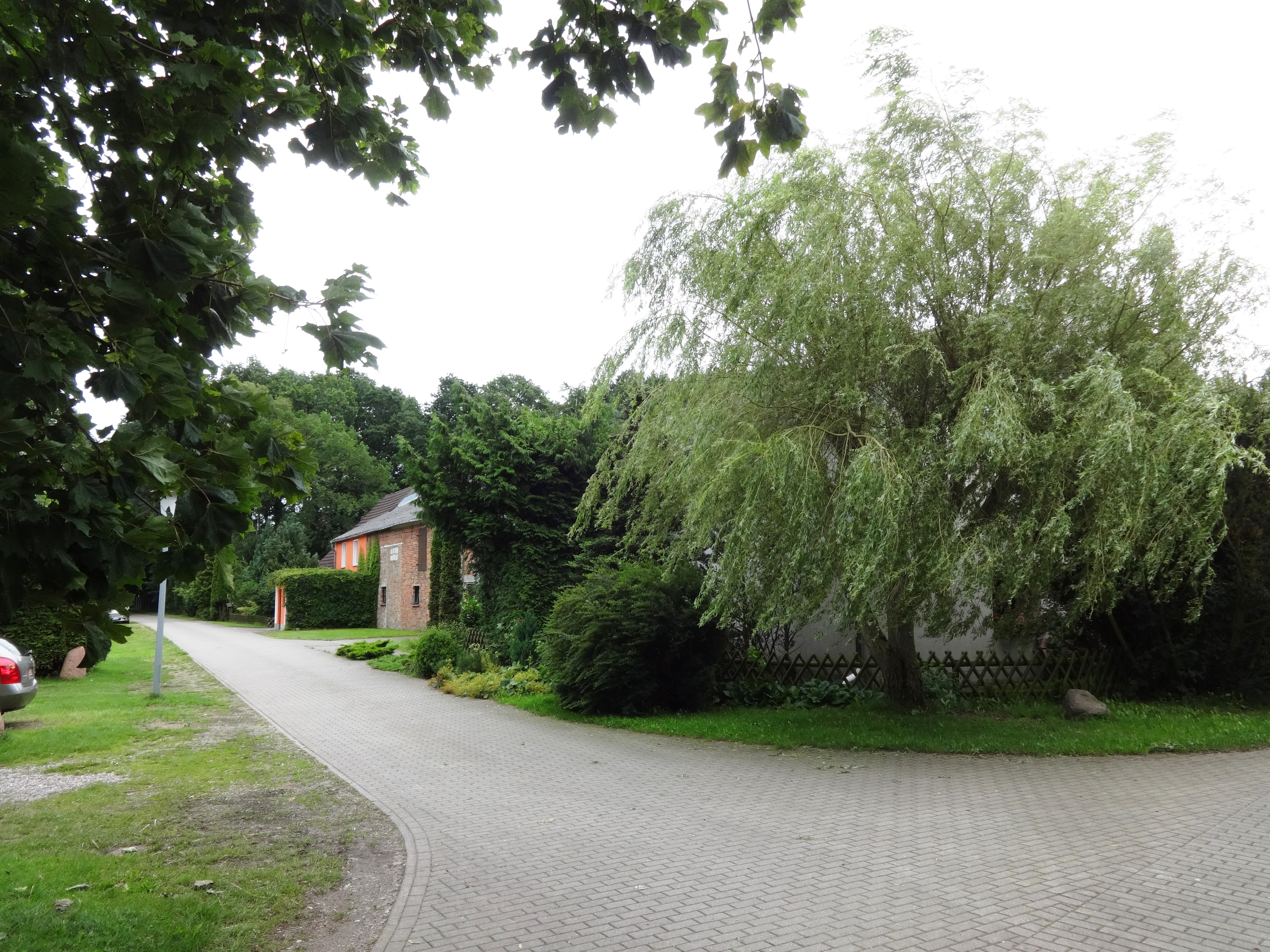
Alte Straße in Kräpelin

Nördlich des Dorfes sind eine Vielzahl von slawischen Siedlungen archäologisch nachgewiesen. Die nachfolgende frühdeutsche Besiedlung wird durch einen Turmhügel im Gutspark dokumentiert.
Kröpelin wurde erstmals 1256 genannt durch seinen Besitzer Wilhelmus miles de Cropelyn. Diese Familie – auch Crepelin genannt, erlosch aber bald und das Lehn fiel an den Herzog zurück. Danach war es Dominal.
Das Dorf wurde 1271 auch als „Trepelin“ urkundlich erwähnt, als Abgaben aus dem Ort an die Kirche in Wusterhusen gegeben wurden. Der slawische Ortsname wird mit schnauben oder röcheln gedeutet. Als „Cropelin“ taucht es dann erst 1302 auf. 1209 gelangte der Ort durch Schenkung von Herzog Bogislaw IV. an das Kloster Eldena. Später saßen dann aber die Familien Dowet und von Spandow dort.
Mit ä wird das Dorf erst seit 1722 geschrieben. Eine Verwechslung mit Kröpelin wäre zwar möglich, aber in den Urkundentexten sind immer Nachbarorte angegeben.
Herzog Bogislaw XIV. musste wegen Geldsorgen 1631 das Gut dann an die Familie von Bohlen verpfänden. 1693 sollte das Gut wie viele in Schwedisch-Pommern reduziert, das heißt an den Fiskus zurückfallen, aber die von Bohlen konnten wegen der alten Schuld den Besitz behaupten. Aber schon 1702 waren sie finanziell nicht mehr in der Lage, das Gut zu halten. Es kam dann in den Besitz der Familie von Wakenitz, die Linie in Kräpelin starb aber 1757 aus und nach langen Prozessen kam das Gut wegen der Restschuldverschreibung wieder an die von Bohlen zurück, jetzt war es aber eine Linie aus Schlesien. Sie verpachteten das Gut, 1865 war es die Familie Rodbertus.
1865 hatte Kräpelin 67 Einwohner in zehn Familien, im Dorf gab es sechs Wohn- und 15 Wirtschaftsgebäude.

### Stilow
In der Feldmark von Stilow und Stilow-Siedlung gibt es sechs archäologisch nachgewiesene slawische Siedlungen, die das Dorf als slawische Gründung belegen.
Stilow wurde 1248 als „Stylogh“ urkundlich in der Klosterverschreibung für Hilda durch Herzog Wartislaw III. erstmals genannt. Der slawische Name ist wohl mit dunkel zu deuten. Vom Kloster kam es aber 1480 los, als der Herzog es verpfändete.
Besitzlich hatte es dann die gleiche Wandlung wie Brünzow, es war Pertinenz zu diesem Gut, hatte aber einen kleinen Vorwerkshof.
1865 hatte Stilow 133 Einwohner in 21 Familien, das Dorf hatte sieben Wohn- und sieben Wirtschaftsgebäude.
Das Dorf ist als Gutsdorf zu klassifizieren mit dem markanten Hof und der Katenzeile.

### Stilow-Siedlung
Stilow-Siedlung wurde als solche erstmals in der Ortsliste von 1957 genannt. Es ist eine langgestreckte Wohnsiedlung, die wohl durch die Bodenreform-Siedlungen gegründet wurde.

### Vierow
Im Umfeld von Vierow gibt es vier archäologische Siedlungen von der frühen bis zur späten Slawenzeit (600 bis 1200), diese belegen die Gründung und die Namensgebung. Vierow wurde 1264 als „Wiroch“ erstmals urkundlich erwähnt. Der slawische Name bedeutet so viel wie Wasserwirbel, Strudel. Vierow war ein Bauern- und Büdnerdorf mit vier Wirtschaften und über zwanzig Büdnereien, die Form ist als Haufendorf zu beschreiben. 1865 hatte der Ort 266 Einwohner in 56 Familien, es gab 31 Wohn- und 35 Wirtschaftsgebäude.
Ab 1897 wurde Vierow von der Kleinbahn Greifswald–Wolgast (KGW) berührt und hatte am Ort einen Haltepunkt. Am 1. Juli 1950 wurde Vierow eingegliedert.

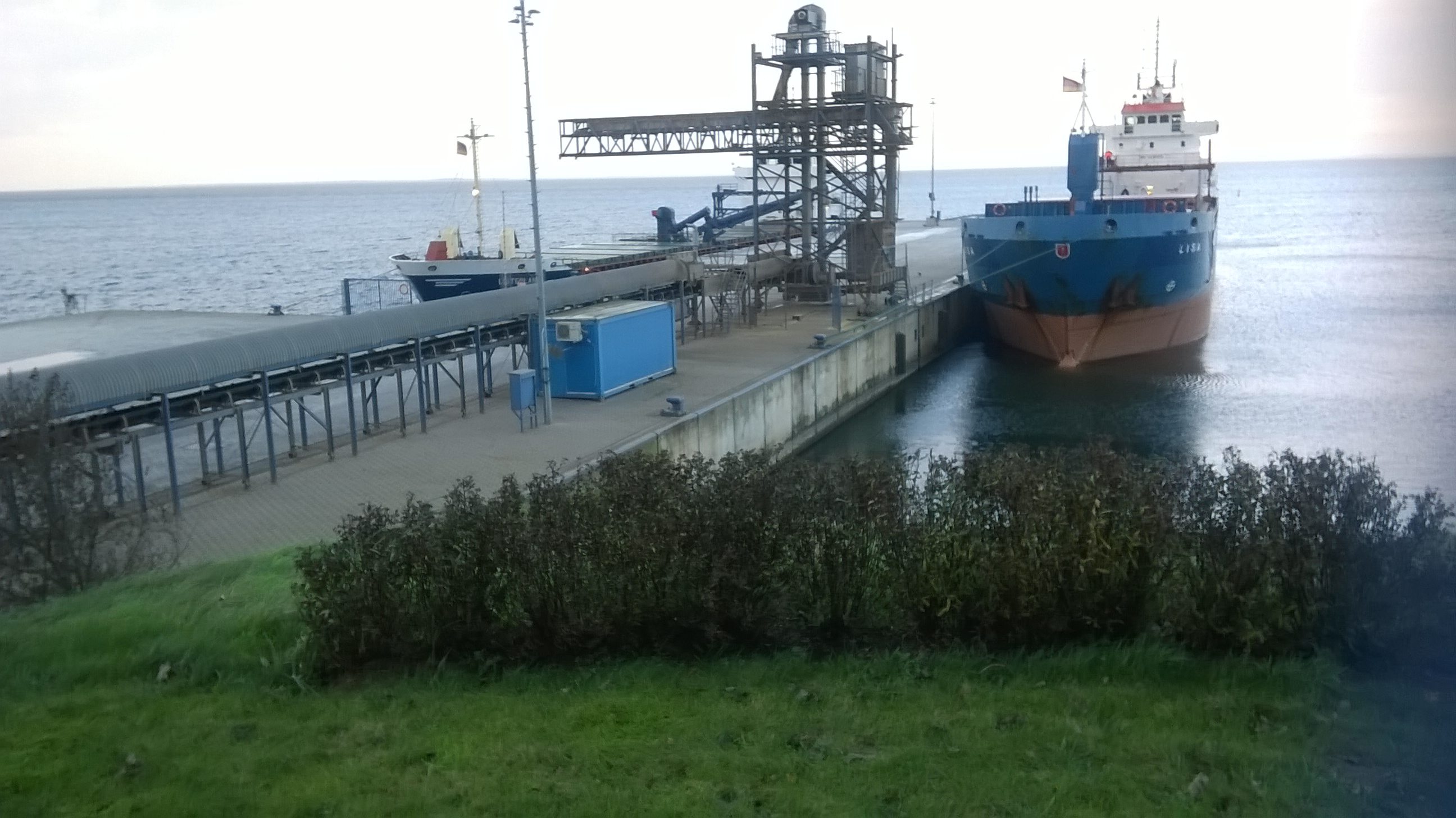
Der Hafen von Vierow

Am Greifswalder Bodden befindet sich der nach 1990 entstandene Hafen von Vierow mit einer Umschlaganlage besonders für landwirtschaftliche Erzeugnisse, hauptsächlich Getreide (Weizen und Gerste). 2012 erhielt der Hafen einen Gleisanschluss von der Lubminer Strecke. 2019 wurden an den zwei Liegeplätzen im Vierower Hafen 523.700 Tonnen Güter umgeschlagen, 2018 waren es 588.500 t. Der Hafenbetrieb und die Viela Export GmbH unterhält hier mehrere Lagerhallen mit insgesamt 120.000 t Kapazität für Getreide.
Von Vierow bis zur Gemarkung Gahlkow erstreckt sich ein aktives Kliff mit vielen Findlingen, darunter einige beachtenswerte, sogar ein Bildstein aus der Wikingerzeit, der jedoch archäologisch umstritten ist. Die Route der Norddeutschen Romantik führt durch den Ort. Der 54 km lange Lehrpfad verbindet von Greifswald bis nach Wolgast insgesamt zehn Lebens- und Motivstationen frühromantischer Maler der Region.

### Klein Ernsthof

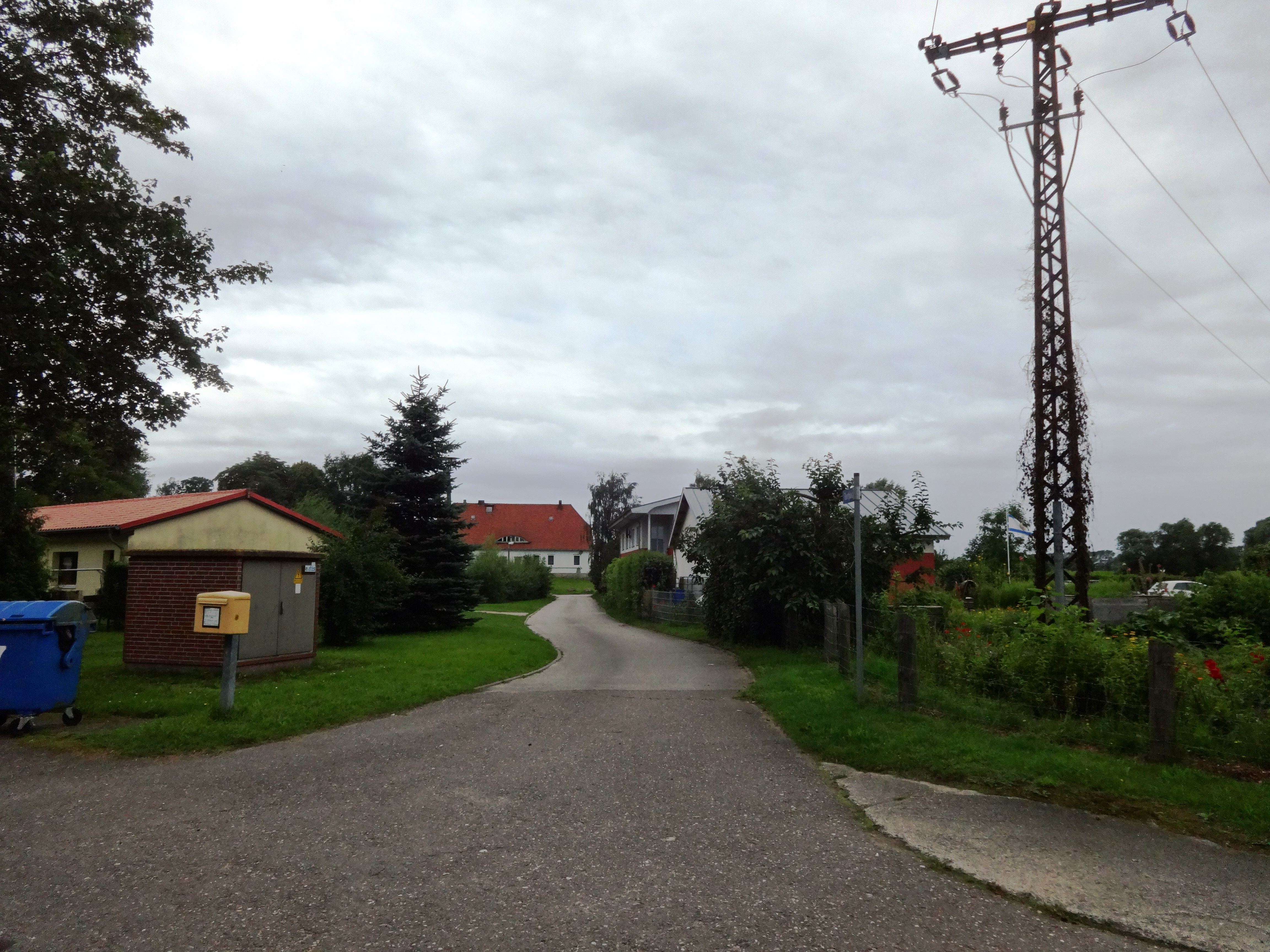
Dorfplatz in Klein Ernsthof

In der Feldmark des Dorfes sind sieben mittel- bis spätslawische Siedlungen (800 bis 1200) archäologisch nachgewiesen. Sie belegen die frühe Besiedlung des Ortes und seiner Umgebung.
Klein Ernsthof wurde erstmals 1271 als Malin urkundlich erwähnt. Das bedeutet im slawischen „klein“. Erst 1631 erfolgte die urkundliche Benennung mit dem aktuellen Namen.
Herzog Bogislaw IV. gab 1300 das Dorf als Besitz an das Kloster Eldena. Kurz vor der Klosterauflösung verkaufte es den Besitz an Joachim Holste, der es vom Herzog als Lehen erhielt.
Letzter Besitzer dieses Geschlechts war Gutzlaff Holste, der das aus seinem Ritterhof und 2 "Kotzenstellen" bestehende Gut am 18. August 1579 für 2.000 Gulden auf zehn Jahre an Melchior Normann, Kammerrat Herzog Ernst Ludwigs, verpfändete. Der Herzog verlieh Normann am 24. August 1579 die Anwartschaft auf das Lehen. Holste wird noch 1590 als Amtshauptmann von Stolpe erwähnt.
Die Struktur des Dorfes hat sich seit 1880 laut Messtischblatt bis heute kaum verändert.
1865 hatte das Dorf 43 Einwohner in acht Familien sowie fünf Wohn- und 14 Wirtschaftsgebäude. Von den drei Holländerwindmühlen war 1865 nur noch eine geblieben.

### Wusterbode (Wüstung)
Im Dreieck zwischen Vierow, Kräpelin und Lubmin gibt es archäologische Nachweise für ca. 15 slawische Siedlungen. Das belegt eine relativ dichte Besiedlung des Raumes.
Wusterbode wurde als solches 1273 erstmals urkundlich genannt. Beschrieben wird es als Standort einer Mühle zwischen Vierow und Lubmin. Es scheint danach aber bereits wüst gefallen zu sein. Der Name wird wohl dem nahe gelegenen Wusterhusen als Kirchort (Wuster) und dem dänischen Wort „bode“ für „Bude“ entlehnt zu sein. Da im 13. Jahrhundert überwiegend Wassermühlen bestanden, könnte der Ort am Grenzbach zwischen Vierow und Lubmin gelegen haben und weil der kleine Bach zu wenig Wasser führte, musste der Mühlenbetrieb eingestellt werden und die Ansiedlung wurde wüst.

## Politik

### Wappen, Flagge, Dienstsiegel
Die Gemeinde verfügt über kein amtlich genehmigtes Hoheitszeichen, weder Wappen noch Flagge. Als Dienstsiegel wird das kleine Landessiegel mit dem Wappenbild des Landesteils Vorpommern geführt. Es zeigt einen aufgerichteten Greifen mit aufgeworfenem Schweif und der Umschrift „GEMEINDE BRÜNZOW“.

## Sehenswürdigkeiten

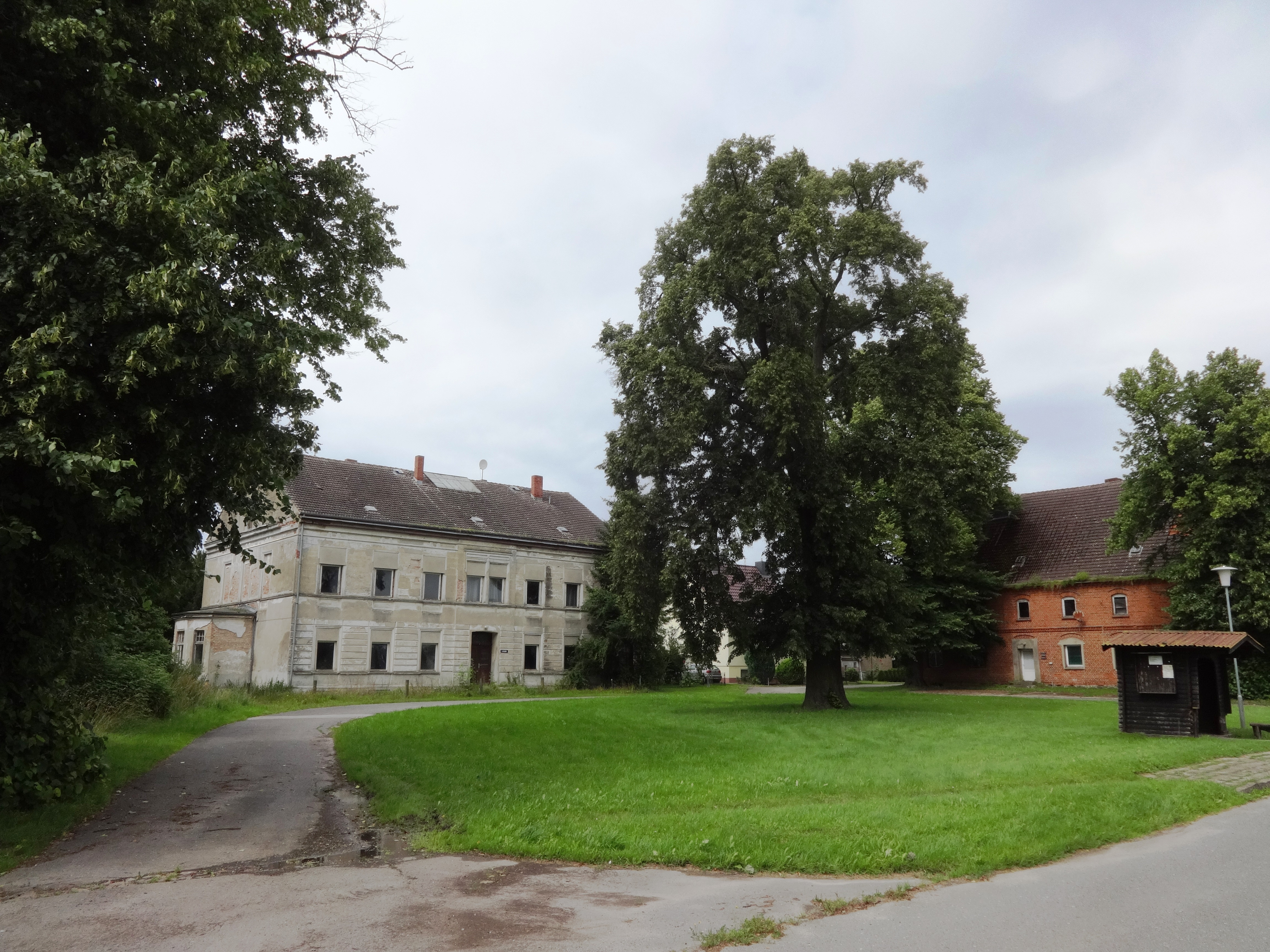
Gutshaus in Stilow

- Gutshaus in Brünzow: Eingeschossiger, 13-achsiger Putzbau mit einem Mittelrisalit
- Gutshaus in Kräpelin
- Gutshaus in Stilow: Der zweigeschossige Putzbau wurde Mitte des 19. Jahrhunderts errichtet. Zwei Wirtschaftsgebäude stehen im rechten Winkel zum Gutshaus.
- Getreidehafen Vierow
- Mühlenberg, eine 23 Meter hohe Erhebung zwischen Klein Ernsthof und Stilow
- Turmhügel Kräpelin und bronzezeitlicher Schälchenstein (Kultstätte)
- Windmühle in Klein Ernsthof
- Ziesetal im Bereich der Gemeinde mit sehr vielen (bislang 26) slawischen Siedlungen

## Pommerns Sagenwelt
Aus Vierow ist eine Pommersche Sage überliefert, die vom Bauer Brand aus Vierow handelt. Er wohnte in einer einfachen Behausung am Eingang des Dorfes und hörte eines Nachts im Traum eine Stimme. Sie befahl ihm, nach Stettin zu gehen – dort werde er auf der Langen Brücke sein Glück finden. Er ging nach Stettin und fiel dort einem Soldaten auf, der mehrfach an ihm vorbeiging. Mittags sprach der Soldat ihn an, was er auf der Brücke mache. Brand erzählte ihm von seinem Traum. Der Soldat lachte und berichtete ebenfalls von seinem Traum. Er sollte seinerseits in Vierow in der ersten Hütte auf der rechten Ortsseite graben und somit sein Glück machen. Doch habe er weder Zeit noch Geld für eine solche Reise und glaube sowieso nicht an solche Träume. Der Bauer hatte genug gehört. Er kehrte zurück in sein Dorf, grub auf seinem Grundstück und fand einen großen Schatz, mit dem er sich ein festes Haus bauen konnte. Es steht noch heute auf der rechten Seite am Ortseingang von Vierow.